# Small-szigetek

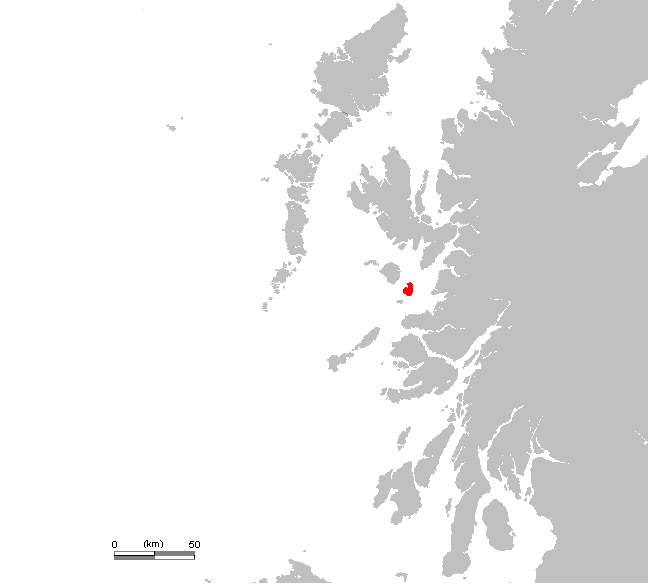
Eigg elhelyezkedése Skóciában

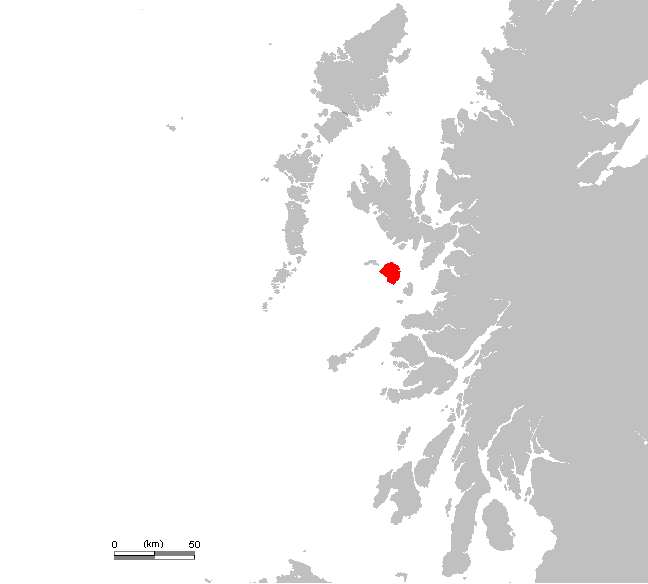
Rùm elhelyezkedése Skóciában

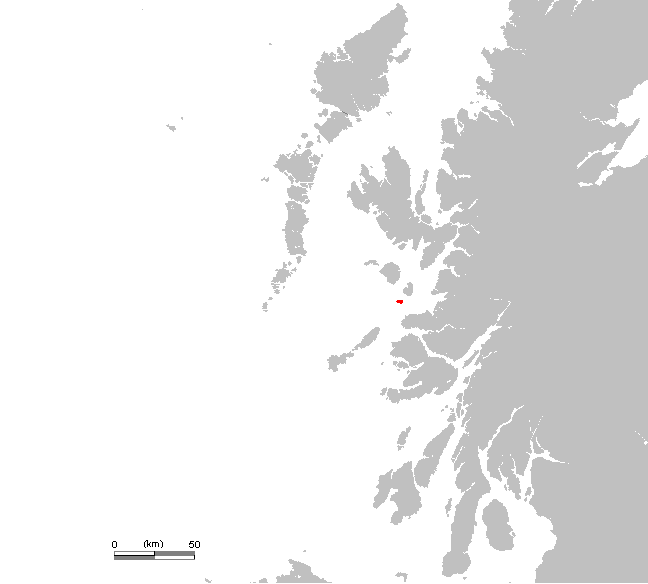
Muck elhelyezkedése Skóciában

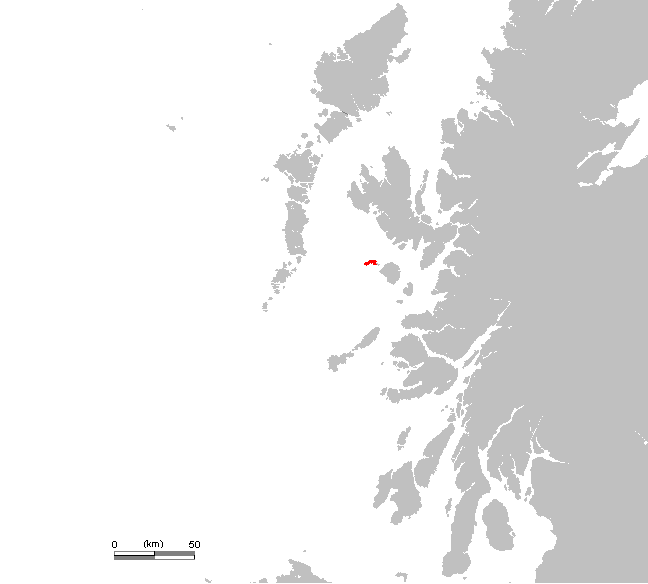
Canna és Sanday elhelyezkedése Skóciában

A Small-szigetek (skót nevén Na h-Eileanan Tarsainn) egy szigetcsoport a Belső-Hebridákon, Skóciában. 4 nagyobb lakott szigetből áll: Eigg, Muck, Rùm és Canna. Ezek mellett több kisebb sziget található még a szigetcsoportban: Sanday, ami szintén lakott, valamint a lakatlan Eilean Chatchastail és a Horse-sziget. A szigetek megközelítése nem könnyű, mert a komp inkább csak a szigetlakók igényei szerint közlekedik.

## Eigg
Eigg 9 kilométer hosszú és 5 kilométer széles. 31 négyzetkilométer területével a szigetcsoport második legnagyobb tagja Rùm mögött. 2001-ben 67 lakosa volt. Fő települése az északnyugaton található Cleadale, nevezetessége az „éneklő homokkal” borított tengerpart. A homokot azért hívják éneklőnek, mert jellegzetesen nyikorog, amikor szárazon sétálunk rajta. A szigetről bronz- és vaskori maradványok kerültek elő. Egy ír szerzetes (Donnán of Eigg) monostort alapított, de őt és társait 617-ben lemészároltatta egy pikt királynő lemészároltatta — erről kapta a hely a Kildonan nevet. A sziget a középkorban a McDonald klán tulajdona volt.
Az 1577 körül a MacDonald és a McLeod klán háborúskodásában a partraszálló McLeodok egyetlen asszony kivételével a sziget valamennyi, egy barlangban menedéket remélő lakóját megölték. Az újratelepített sziget lakossága burgonya, zab és hínár termeléséből, illetve marhatenyésztésből élt, és a 19. század elejére elérte az 500 főt. Ezután a birkatenyésztés vált fő ágazattá, és a lakosság egyre fogyatkozott. A klán aktuális feje 1827-ben az egész szigetet eladta egy magánszemélynek. A földesurak ettől kezdve közel 200 éven át váltották egymást egy ideig még egy miniszter is birtokolta a földdarabot. A 20. században a lakosság tartósan 100 fő alá csökkent; a mélypont az 1970-es évek második felében volt 38 fővel. A 100 főt 2017 áprilisában sikerült ismét túllépni.

### Kivásárlása és a zöld gazdaság
1971-ben egy Bernard Farnham-Smith nevű szélhámos vásárolta meg a szigetet 110 ezer fontért, hogy ott nyisson iskolát sérült gyerekeknek. Amikor kiderült, hogy a vételárat nem tudja kifizetni, sokáig tűnt, hogy egy állami fejlesztési alap lesz az új tulajdonos, de végül az egykori olimpikon bobversenyző Keith Schellenberg vette meg. Nagyszabású átalakításokba kezdett, de turistacsalogató vállalkozásai nem hoztak nyereséget, és amikor 1980-ban elvált második, nagyon gazdag feleségétől, nagyon megfogyatkozott a pénze. Sok embert elbocsátott, nem jutott pénz benzinre a mezőgazdasági gépekhez, abbahagyták a felújításokat. Mind több konfliktusa támadt a helybéliekkel, különösen az új betelepülőkkel, akiket „acidrock partikat tartó” hippiknek nevezett. Pénzzavarában a szigetet 1994-ben a Maruma művésznevű Gotthilf Christian Eckhard Oesterle németnek adta el. Ő a vételárat hitelből fizette abban a reményben, hogy neki majd sikerül a helyet jövedelmező turistaparadicsommá fejlesztenie, de az ő reményei se váltak valóra: két év múlva neki is el kellett adnia a szigetet.
A szigetlakók egy csoportja, akik közt volt gazdálkodó, akadémikus, művész és földosztásban járatos aktivista is, már 1990-től szervezkedett, hogy ki tudják vásárolni lakóhelyüket. 1990-ben megalapították egyesületüket, az Isle of Eigg Heritage Trustot, és 1991-ben közösségi gyűjtésbe kezdtek, hogy összeszedjenek egymillió fontot — úgy vélték, ennyivel kivásárolhatják a szigetet. Az akció támogatása messze nem volt egyértelmű: az új betelepülőkkel nemcsak Schellenberg nem jött ki, de a régi lakosok is rossz szemmel nézték őket. Amikor 1996-ban „Maruma” kétmillió fontot kért a szigetért, a helybéliek újrakezdték a gyűjtést, amit több természetvédő szervezet is támogatott. Eddigre a „régiek” és az „újak” konfliktusa többé-kevésbé elsimult, a kivásárlást gyakorlatilag minden lakos támogatta. Lelkes művészek szerte Skóciában segélykoncerteket rendeztek a szigetlakóknak, és egy rejtélyes brit nő 900 ezer fontot ajánlott fel. Maruma hitelezője, egy német ruhaexportőr végül 1997-ben, amikor az álművész végleg becsődölt, 1,5 millió fontért eladta Eigget a szigetlakók alapjának.
A köztulajdonba vett szigeten közösségi lakhatási programot indítottak; az ingatlanok bérleti díja a közeli skót régiók szociális lakhatási árainak mintegy fele. Az önigazgatás szervezett formáit sokan szkeptikusan fogadták, de az évről évre hatékonyabb lett. Szinte minden döntést konszenzussal hoznak, sok helyi beszállt a földalap menedzselésébe is.
Eigg a megújuló energiatermelés egyik éllovasa lett. Mivel a skót nemzeti hálózathoz nem fértek hozzá, a kivásárlás előtt csak generátorokkal tudtak áramot termelni — ennek kiküszöbölésére kezdtek el kísérletezni a megújuló technológiákkal. 2007 óta a sziget teljes energiafogyasztását megújuló forrásokból fedezik; ez volt az első olyan rendszer, amely összekötötte a nap-, a szél-, és a vízenergia-termelést.
Ma a helyiek úgy látják, hogy a sziget sikerének forrása az ősi hagyomány és a szárazföldi ellenkultúra keveredése.

## Rùm
Rùm, amit néha Rhumnak is írnak, hogy elkerüljék a rum nevű szeszesitallal való hasonlóságot, a legnagyobb a 4 sziget közül. A sziget, akárcsak Eigg a Skót Nemzeti Örökség szervezet tulajdona. A szigeten egy nagy kutatóközpont és laboratórium működik, ahol a sziget mintegy 30 fős lakosságának a többsége dolgozik. Feladatuk főképp a sziget szarvasállományának a tanulmányozása. A sziget egy része le is van zárva. Ennek ellenére több sétaút és madármegfigyelő hely van kialakítva.

## Muck
Muck a legkisebb a 4 sziget közül. 1879 óta a McEwan család tulajdona. A sziget a nevét, ami skótul disznót jelent, a sziget körül úszkáló delfinek vagy "tengeri disznók" után kapta.

## Canna és Sanday
Canna (skót nevén Canaigh, Eilean Chanaigh) a 4 sziget közül a legnyugatabbra fekvő, a Skót Nemzeti Tröszt tulajdona. Canna mintegy 20 fős lakossága a sziget farmján dolgozik. A sziget mindössze 7 kilométer hosszú, és másfél kilométer széles. 1981-ben hagyta a Trösztre akkori tulajdonosa, John Lorne Campbell. Campbell folklorista volt, és a szigeten található két nagy ház közül az egyikben az ő általa összegyűjtött gael emlékeket lehet látni. Campbell özvegyének halála, 2004 óta a Tröszt lépéseket tesz annak érdekében, hogy minél több lakót és látogatót vonzzon a szigetre.
Sanday (skót nevén: Sandaigh) egy híddal és egy alacsony vízállásnál látható homoksávval van összekötve Cannával. Sanday szintén a Skót Nemzeti Tröszt tulajdona, hatan lakják.
A két szigeten együtt mintegy 20 épület található, beleértve a 3 templomot is, amiből az egyiket szállóvá és kutatóközponttá alakítottak át. A szigeten postahivatal is található. A bűnözési ráta alacsony, a rendőrség évente kétszer száll ki a szigetre, akkor is főleg azért, hogy a fegyvertartási engedélyeket ellenőrizze. Az orvosi ellátást az Eigg szigetén lévő doktor biztosítja. Sanday szigetén egy iskola is van, amiben 4 tanuló tanul.
A Canna-i utak nincsenek aszfaltozva, és magántulajdonban vannak, de a helyi járműveknek nem kell útdíjat fizetniük. Egy 2005-ös vihar lerombolta a két sziget közötti gyaloghidat, ezt pótolták egy járművek számára is járható híddal.
Canna főképp madárvilágáról híres, előfordul itt szirti sas, rétisas, lunda, valamint számos ritka pillangófaj. A sziget mellett delfineket és kisebb bálnákat is lehet látni. Canna keleti oldalán bazaltpillérek állnak, a nyugati parton pedig tengeri sziklák. A sziget legmagasabb pontja a Càrn a' Ghaill (skót nyelven: a vihar sziklás hegye), 210 méter magas. A keleti oldalon van a Compass-domb, ami 139 méter magas. Nevét (Iránytű-domb) azért kapta, mert vulkanikus kőzetből áll, aminek olyan magas a vastartalma, hogy a közelben haladó hajók iránytűjét eltéríti, észak helyett keletre tájolódnak.
Cannán a fő település 1851-ig A' Chill volt, amikor a szigetet kitelepítették. Ezután 1881-ben érte el a maximális lakosságát, 51 főt, (Sanday-en ekkor további 62 fő élt). A lakosság száma stabilan 20 és 30 között ingadozott a 20. század második felére, de a 2001-es népszámlálás szerint már csak 6-an éltek a szigeten (12-en, Sandayjel együtt). 2006 októberében a Tröszt egy világméretű felhívást tett közzé, amiben Cannán letelepülni szándékozó családok jelentkezését várták. A 400 jelentkező között voltak pályázók Németországból, Svédországból, Indiából és Dubaiból is. Végül két pályázót választottak ki, akik 2007-ben illetve 2008-ban költözhettek a szigetre.

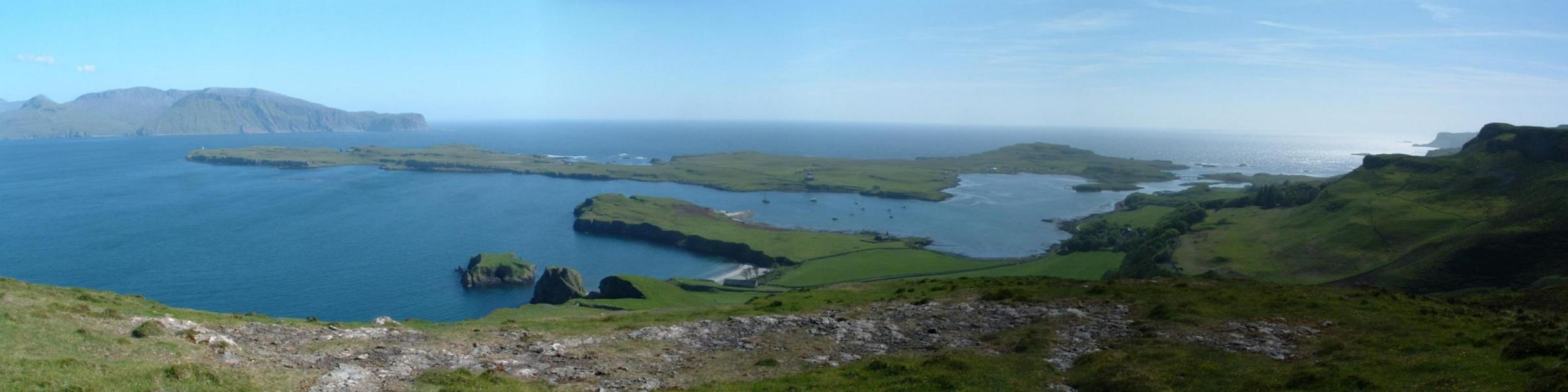
Panoráma a Compass-dombról Sanday szigetével, a távolban Rùm látható

## Fordítás
- Ez a szócikk részben vagy egészben  a   Small Isles című angol Wikipédia-szócikk fordításán alapul.  Az eredeti cikk szerkesztőit annak laptörténete sorolja fel. Ez a jelzés csupán a megfogalmazás eredetét és a szerzői jogokat jelzi, nem szolgál a cikkben szereplő információk forrásmegjelöléseként.
- Ez a szócikk részben vagy egészben  az   Eigg című angol Wikipédia-szócikk ezen változatának fordításán alapul.  Az eredeti cikk szerkesztőit annak laptörténete sorolja fel. Ez a jelzés csupán a megfogalmazás eredetét és a szerzői jogokat jelzi, nem szolgál a cikkben szereplő információk forrásmegjelöléseként.
- Ez a szócikk részben vagy egészben  a   Rùm című angol Wikipédia-szócikk ezen változatának fordításán alapul.  Az eredeti cikk szerkesztőit annak laptörténete sorolja fel. Ez a jelzés csupán a megfogalmazás eredetét és a szerzői jogokat jelzi, nem szolgál a cikkben szereplő információk forrásmegjelöléseként.
- Ez a szócikk részben vagy egészben  a   Canna, Scotland című angol Wikipédia-szócikk ezen változatának fordításán alapul.  Az eredeti cikk szerkesztőit annak laptörténete sorolja fel. Ez a jelzés csupán a megfogalmazás eredetét és a szerzői jogokat jelzi, nem szolgál a cikkben szereplő információk forrásmegjelöléseként.
- Ez a szócikk részben vagy egészben  a   Muck, Scotland című angol Wikipédia-szócikk ezen változatának fordításán alapul.  Az eredeti cikk szerkesztőit annak laptörténete sorolja fel. Ez a jelzés csupán a megfogalmazás eredetét és a szerzői jogokat jelzi, nem szolgál a cikkben szereplő információk forrásmegjelöléseként.
- Ez a szócikk részben vagy egészben  a   Sanday, Inner Hebrides című angol Wikipédia-szócikk ezen változatának fordításán alapul.  Az eredeti cikk szerkesztőit annak laptörténete sorolja fel. Ez a jelzés csupán a megfogalmazás eredetét és a szerzői jogokat jelzi, nem szolgál a cikkben szereplő információk forrásmegjelöléseként.